# Stenodynerus coreanus
Stenodynerus coreanus är en stekelart som beskrevs av Kazuhiko Tsuneki 1970. Stenodynerus coreanus ingår i släktet smalgetingar, och familjen Eumenidae. Inga underarter finns listade i Catalogue of Life.